# Último Jornal
O Último Jornal foi um espaço de informação transmitido 6 de outubro de 1992 a 7 de janeiro de 2001 e apresentado por vários jornalistas da SIC.
Este espaço era transmitido de madrugada e tinha a duração de quinze a trinta minutos. Foi apresentado na maioria da sua duração por Alberta Marques Fernandes, mas também foi apresentado por Fernanda de Oliveira Ribeiro, Paulo Nogueira, Paulo Camacho, Nuno Santos, Teresa Dimas, Rodrigo Guedes de Carvalho, Maria João Ruela, Bento Rodrigues e também Alexandra Abreu Loureiro.
O programa terminou a 7 de janeiro de 2001, com o surgimento da SIC Notícias.